# Спортивна гімнастика на літніх Олімпійських іграх 2020 — перекладина (чоловіки)
Змагання зі спортивної гімнастики на перекладині серед чоловіків на літніх Олімпійських іграх 2020 відбулися 3 серпня 2021 року в Гімнастичному центрі Аріаке. 

## Передісторія
Це була 25-та поява цієї дисципліни на Олімпійських іграх. Її проводили щоразу, коли були змагання в окремих вправах. Їх не було в 1900, 1908, 1912 і 1920 роках.

## Формат змагань
Гімнасти, що посіли перші 8 місць у цій вправі у кваліфікаційному раунді (але щонайбільше 2 від НОК) виходять до фіналу. У фіналі гімнаст знову має виконати вправу на перекладині, а оцінки кваліфікаційного раунду не враховуються.

## Розклад
Змагання відбуваються впродовж двох окремих днів.
Вказано Японський стандартний час (UTC+9)
| Дата                    | Час               | Раунд                 |
| ----------------------- | ----------------- | --------------------- |
| Субота, 24 липня 2021   | 10:00 14:30 19:30 | Кваліфікаційний раунд |
| Вівторок, 3 серпня 2021 | 17:00             | Фінал                 |

## Результати

### Кваліфікаційний раунд
| Місце | Гімнаст                             | Оц. скл. | Оц. вик. | Штр. | Загалом | Qual. |
| ----- | ----------------------------------- | -------- | -------- | ---- | ------- | ----- |
| 1     | Дайкі Гашимото (JPN)                | 6.5      | 8.533    |      | 15.033  | Q     |
| 2     | Мілад Карімі (KAZ)                  | 6.4      | 8.366    |      | 14.766  | Q     |
| 3     | Тін Србич (CRO)                     | 6.2      | 8.433    |      | 14.633  | Q     |
| 4     | Броуді Мелоун (USA)                 | 6.5      | 8.033    |      | 14.533  | Q     |
| 5     | Нагорний Микита Володимирович (ROC) | 6.0      | 8.466    |      | 14.466  | Q     |
| 6     | Такеру Кітазоно (JPN)               | 5.9      | 8.533    |      | 14.433  | Q     |
| 7     | Тайсон Бул (AUS)                    | 6.3      | 8.133    |      | 14.433  | Q     |
| 8     | Барт Деурлоо (NED)                  | 6.5      | 7.900    |      | 14.400  | Q     |
| 9     | Маріос Георгіу (CYP)                | 6.1      | 8.233    |      | 14.333  | R1    |
| 10    | Сяо Жотен (CHN)                     | 6.0      | 8.266    |      | 14.266  | R2    |
| 11    | Лін Чаопан (CHN)                    | 6.3      | 7.900    |      | 14.200  | R3    |

Резервісти
Резервісти на фінал на поперечині серед чоловіків:
1. Маріос Георгіу (CYP)
2. Сяо Жотен (CHN)
3. Лін Чаопан (CHN)

### Фінал
| Місце | Гімнаст                             | Оц. скл. | Оц. вик. | Штр. | Загалом |
| ----- | ----------------------------------- | -------- | -------- | ---- | ------- |
| 1     | Дайкі Гашимото (JPN)                | 6.5      | 8.566    |      | 15.066  |
| 2     | Тін Србич (CRO)                     | 6.5      | 8.400    |      | 14.900  |
| 3     | Нагорний Микита Володимирович (ROC) | 6.0      | 8.533    |      | 14.533  |
| 4     | Броуді Мелоун (USA)                 | 6.5      | 7.700    |      | 14.200  |
| 5     | Тайсон Бул (AUS)                    | 5.8      | 6.666    |      | 12.466  |
| 6     | Такеру Кітазоно (JPN)               | 6.1      | 6.233    |      | 12.333  |
| 7     | Барт Деурлоо (NED)                  | 5.6      | 6.666    |      | 12.266  |
| 8     | Мілад Карімі (KAZ)                  | 5.0      | 6.266    |      | 11.266  |